# Валлон-ан-Сюлли
Валло́н-ан-Сюлли́ (фр. Vallon-en-Sully) — коммуна во Франции, находится в регионе Овернь. Департамент коммуны — Алье. Входит в состав кантона Эриссон. Округ коммуны — Монлюсон.
Код INSEE коммуны — 03297.

## Население
Население коммуны на 2021 год составляло 1491 человек.
| 1962 | 1968 | 1975 | 1982 | 1990 | 1999 | 2008 |
| ---- | ---- | ---- | ---- | ---- | ---- | ---- |
| 1723 | 1734 | 1677 | 1775 | 1809 | 1712 | 1711 |

## Экономика
- Сельское хозяйство
- Лесопильный завод

В 2007 году среди 921 человек в трудоспособном возрасте (15—64 лет) 639 были экономически активными, 282 — неактивными (показатель активности — 69,4 %, в 1999 году было 64,7 %). Из 639 активных работали 548 человек (293 мужчины и 255 женщин), безработных было 91 (44 мужчины и 47 женщин). Среди 282 неактивных 69 человек были учениками или студентами, 112 — пенсионерами, 101 были неактивными по другим причинам.

## Достопримечательности
- Церковь Сен-Блез (XII век) с восьмиугольной колокольней. Исторический памятник с 1889 года.
- Канал Берри
- Замок Ла-Ланд
- Музей анимированных моделей. Модели представляют традиционные ремесла и сцены из повседневной жизни.
- Художественная мастерская